# 采野友啓
采野 友啓（うねの ともひろ、5月26日 - ）は、西日本放送の社員（ラジオセンター長）。

## 人物
- 京都府京都市出身。愛称は「うねやん」。
- 実弟は元南日本放送（本社所在地・鹿児島県鹿児島市、TBS系列）アナウンス部長で、フリーアナウンサーの采野吉洋である。
- 同志社大学文学部心理学科卒業。アナウンサーの仕事をしていなければ、教師の職に就きたかったという。教員免許取得。
- 1977年に西日本放送へ入社（アナウンサー）。1997年よりテレビ制作、2001年より報道部、2007年より高松ケーブルテレビ常務取締役（出向）、2009年よりアナウンス部長。2011年よりラジオセンター長・アナウンス部長、2014年より現職。RNCアナウンスカレッジで講師を務める事もある。

## 過去の担当番組

### テレビ
- RNC News リアルタイム

### ラジオ
- ふれあい30年(1983年7月30日 - 1983年7月31日） - 泰葉と総合司会を担当[1]。
- さわやかラジオ おはよううねやん!!です（1985年4月1日 - 1994年9月30日）
- 青春キャンパス RNCキャンパスリーダー(1986年)[注釈 1]